# Centro Sportivo Prata di Pordenone 2022-2023
Questa voce raccoglie le informazioni riguardanti il Centro Sportivo Prata di Pordenone nelle competizioni ufficiali della stagione 2022-2023.

## Stagione
Nella stagione 2022-23 il Centro Sportivo Prata di Pordenone assume la denominazione sponsorizzata di Tinet Prata di Pordenone.
Partecipa per la seconda volta alla Serie A2; chiude la regular season di campionato al quinto posto in classifica, qualificandosi per i play-off promozione, dove viene eliminata al primo turno dalla Lupi Santa Croce.

## Organigramma societario
Area direttiva
- Presidente: Maurizio Vecchies
- Vicepresidente: Giovanni Bertolo
- Direttore Generale: Dario Sanna
- Direttore Sportivo: Luciano Sturam
- Team Manager: Vigilio Padoin
- Segreteria Generale: Francesco Bongiorno
- Responsabile Logistica: Mosè Piccinin

Area tecnica
- Allenatore: Dante Boninfante
- Allenatore in seconda: Samuele Papi
- Assistente allenatore: Andrea Brusadin, Andrea Zampis
- Scout man: Filippo Pugnalini
- Direttore Tecnico Settore Giovanile: Francesco Gagliardi

Area comunicazione
- Responsabile Comunicazione: Mauro Rossato
- Social media: Alice Bertolo
- Speaker: Francesco Pighin
- Fotografo: Franco Moret

Area sanitaria
- Preparatore atletico: Valter Durigon
- Preparatore fisico: Carlo Carra
- Fisioterapista: Alessandro Scarabel, Luca Vivan

## Rosa
| N° | Nome                | Ruolo | Data di nascita   | Nazionalità sportiva |
| -- | ------------------- | ----- | ----------------- | -------------------- |
| 1  | Alberto Baldazzi    | O     | 17 agosto 1998    | Italia               |
| 2  | Nicolò Katalan      | C     | 15 ottobre 1998   | Italia               |
| 3  | Andrea Pegoraro     | C     | 1º settembre 2003 | Italia               |
| 4  | Carlo De Angelis    | L     | 10 gennaio 1996   | Italia               |
| 6  | Antonio De Paola    | S     | 7 gennaio 1988    | Italia               |
| 7  | Simone Scopelliti   | C     | 6 aprile 1994     | Italia               |
| 8  | Mattia Boninfante   | P     | 24 giugno 2004    | Italia               |
| 9  | Manuel Bruno        | S     | 20 marzo 1994     | Italia               |
| 10 | Miguel Gutiérrez    | O     | 21 febbraio 1997  | Cuba                 |
| 11 | Fabrizio Gambella   | S     | 20 ottobre 2000   | Italia               |
| 12 | Antonio De Giovanni | P     | 22 febbraio 2000  | Italia               |
| 13 | Matteo Bortolozzo   | C     | 1º agosto 1989    | Italia               |
| 14 | Michal Petráš       | S     | 5 dicembre 1996   | Slovacchia           |
| 17 | Luca Porro          | S     | 9 maggio 2004     | Italia               |
| 18 | Simon Hirsch        | O     | 3 aprile 1992     | Germania             |

## Mercato
| Acquisti | Acquisti          | Acquisti    | Acquisti   |
| R.       | Nome              | da          | Modalità   |
| -------- | ----------------- | ----------- | ---------- |
| L        | Carlo De Angelis  | Trentino    | definitivo |
| S        | Antonio De Paola  | Sabaudia    | definitivo |
| O        | Miguel Gutiérrez  | Al-Kweldeeh | definitivo |
| O        | Simon Hirsch      | Hebăr       | definitivo |
| C        | Andrea Pegoraro   | Treviso     | definitivo |
| S        | Michal Petráš     | Casarano    | definitivo |
| C        | Simone Scopelliti | Tricolore   | definitivo |

| Cessioni | Cessioni        | Cessioni            | Cessioni   |
| R.       | Nome            | a                   | Modalità   |
| -------- | --------------- | ------------------- | ---------- |
| C        | Fabio Dal Col   | Team Club           | definitivo |
| S        | Marco Novello   | Belluno             | definitivo |
| L        | Andrea Rondoni  | Sabaudia            | definitivo |
| S        | Zlatan Yordanov | Marek Junion-Ivkoni | definitivo |

## Risultati

### Serie A2

#### Girone di andata
| 1ª Giornata - 8 ottobre 2022 PalaPrata, Prata di Pordenone            | Prata               | 3 - 0 | Porto Viro        | 25-22, 25-11, 25-16               |
| 2ª Giornata - 16 ottobre 2022 Palazzetto dello Sport, Bergamo         | Olimpia Bergamo     | 3 - 1 | Prata             | 25-22, 20-25, 25-23, 25-20        |
| 3ª Giornata - 19 ottobre 2022 PalaPrata, Prata di Pordenone           | Prata               | 3 - 0 | Tricolore         | 25-18, 25-13, 26-24               |
| 4ª Giornata - 22 ottobre 2022 PalaParenti, Santa Croce sull'Arno      | Lupi Santa Croce    | 1 - 3 | Prata             | 19-25, 25-23, 15-25, 22-25        |
| 5ª Giornata - 29 ottobre 2022 PalaPrata, Prata di Pordenone           | Prata               | 1 - 3 | Callipo           | 18-25, 25-19, 19-25, 18-25        |
| 6ª Giornata - 6 novembre 2022 PalaFrancescucci, Casnate con Bernate   | Libertas Brianza    | 3 - 0 | Prata             | 25-16, 25-16, 25-15               |
| 7ª Giornata - 12 novembre 2022 PalaPrata, Prata di Pordenone          | Prata               | 3 - 2 | M&G               | 25-22, 25-20, 20-25, 19-25, 15-9  |
| 8ª Giornata - 20 novembre 2022 PalaCosta, Ravenna                     | Porto Robur Costa   | 3 - 1 | Prata             | 25-23, 25-18, 19-25, 25-19        |
| 9ª Giornata - 27 novembre 2022 PalaCastagnaretta, Cuneo               | Cuneo               | 3 - 0 | Prata             | 25-17, 25-21, 25-21               |
| 10ª Giornata - 3 dicembre 2022 PalaPrata, Prata di Pordenone          | Prata               | 3 - 1 | Atlantide Brescia | 25-22, 29-31, 25-21, 25-20        |
| 11ª Giornata - 7 dicembre 2022 PalaBarbazza, San Donà di Piave        | Motta               | 1 - 3 | Prata             | 17-25, 22-25, 25-20, 23-25        |
| 12ª Giornata - 10 dicembre 2022 PalaPrata, Prata di Pordenone         | Prata               | 2 - 3 | New Mater         | 23-25, 25-22, 25-20, 18-25, 13-15 |
| 13ª Giornata - 18 dicembre 2022 Palasport Villa D'Agri, Marsicovetere | Rinascita Lagonegro | 3 - 0 | Prata             | 25-22, 25-23, 25-20               |

#### Girone di ritorno
| 14ª Giornata - 26 dicembre 2022 Palazzetto dello Sport, Porto Viro     | Porto Viro        | 3 - 2 | Prata               | 28-30, 20-25, 27-25, 25-23, 15-13 |
| 15ª Giornata - 7 gennaio 2023 PalaPrata, Prata di Pordenone            | Prata             | 3 - 1 | Olimpia Bergamo     | 25-21, 17-25, 25-20, 25-19        |
| 16ª Giornata - 15 gennaio 2023 PalaBigi, Reggio nell'Emilia            | Tricolore         | 1 - 3 | Prata               | 19-25, 26-24, 21-25, 23-25        |
| 17ª Giornata - 21 gennaio 2023 PalaPrata, Prata di Pordenone           | Prata             | 3 - 0 | Lupi Santa Croce    | 25-18, 25-20, 25-18               |
| 18ª Giornata - 29 gennaio 2023 PalaMaiata, Vibo Valentia               | Callipo           | 3 - 0 | Prata               | 25-20, 25-18, 25-17               |
| 19ª Giornata - 11 febbraio 2023 PalaPrata, Prata di Pordenone          | Prata             | 1 - 3 | Libertas Brianza    | 23-25, 25-21, 22-25, 17-25        |
| 20ª Giornata - 19 febbraio 2023 Palasport Grottazzolina, Grottazzolina | M&G               | 3 - 2 | Prata               | 25-19, 29-31, 14-25, 25-17, 15-13 |
| 21ª Giornata - 25 febbraio 2023 PalaPrata, Prata di Pordenone          | Prata             | 3 - 2 | Porto Robur Costa   | 25-18, 17-25, 25-21, 21-25, 19-17 |
| 22ª Giornata - 4 marzo 2023 PalaPrata, Prata di Pordenone              | Prata             | 3 - 1 | Cuneo               | 25-14, 25-18, 18-25, 25-17        |
| 23ª Giornata - 12 marzo 2023 PalaSanFilippo, Brescia                   | Atlantide Brescia | 0 - 3 | Prata               | 17-25, 15-25, 26-28               |
| 24ª Giornata - 18 marzo 2023 PalaPrata, Prata di Pordenone             | Prata             | 3 - 1 | Motta               | 25-21, 25-17, 31-33, 25-22        |
| 25ª Giornata - 26 marzo 2023 PalaGrotte, Castellana Grotte             | New Mater         | 2 - 3 | Prata               | 23-25, 25-22, 25-19, 22-25, 12-15 |
| 26ª Giornata - 2 aprile 2023 PalaPrata, Prata di Pordenone             | Prata             | 3 - 1 | Rinascita Lagonegro | 22-25, 25-15, 27-25, 25-14        |

#### Play-off promozione
| 1ª Giornata Quarti - 16 aprile 2023 PalaParenti, Santa Croce sull'Arno | Lupi Santa Croce | 3 - 0 | Prata            | 25-23, 25-23, 28-26 |
| 2ª Giornata Quarti - 19 aprile 2023 PalaPrata, Prata di Pordenone      | Prata            | 0 - 3 | Lupi Santa Croce | 23-25, 22-25, 16-25 |

## Statistiche

### Statistiche di squadra
| Competizione | Punti | In casa | In casa | In casa | In trasferta | In trasferta | In trasferta | Totale | Totale | Totale |
| Competizione | Punti | G       | V       | P       | G            | V            | P            | G      | V      | P      |
| ------------ | ----- | ------- | ------- | ------- | ------------ | ------------ | ------------ | ------ | ------ | ------ |
| Serie A2     | 45    | 14      | 10      | 4       | 14           | 5            | 9            | 28     | 15     | 13     |
| Totale       | -     | 14      | 10      | 4       | 14           | 5            | 9            | 28     | 15     | 13     |

G = partite giocate; V = partite vinte; P = partite perse 

### Statistiche dei giocatori
| Giocatore      | Serie A2 | Serie A2 | Serie A2 | Serie A2 | Serie A2 | Totale | Totale | Totale | Totale | Totale |
| Giocatore      | P        | PT       | AV       | MV       | BV       | P      | PT     | AV     | MV     | BV     |
| -------------- | -------- | -------- | -------- | -------- | -------- | ------ | ------ | ------ | ------ | ------ |
| A. Baldazzi    | 25       | 59       | 42       | 4        | 13       | 25     | 59     | 42     | 4      | 13     |
| M. Boninfante  | 28       | 100      | 38       | 25       | 37       | 28     | 100    | 38     | 25     | 37     |
| M. Bortolozzo  | 17       | 61       | 40       | 20       | 1        | 17     | 61     | 40     | 20     | 1      |
| M. Bruno       | 15       | 31       | 27       | 1        | 3        | 15     | 31     | 27     | 1      | 3      |
| C. De Angelis  | 28       | 0        | 0        | 0        | 0        | 28     | 0      | 0      | 0      | 0      |
| A. De Giovanni | 10       | 0        | 0        | 0        | 0        | 10     | 0      | 0      | 0      | 0      |
| A. De Paola    | 9        | 5        | 5        | 0        | 0        | 9      | 5      | 5      | 0      | 0      |
| F. Gambella    | 5        | 3        | 3        | 0        | 0        | 5      | 3      | 3      | 0      | 0      |
| M. Gutiérrez   | 20       | 230      | 180      | 25       | 25       | 20     | 230    | 180    | 25     | 25     |
| S. Hirsch      | 12       | 148      | 118      | 20       | 10       | 12     | 148    | 118    | 20     | 10     |
| N. Katalan     | 27       | 230      | 165      | 54       | 11       | 27     | 230    | 165    | 54     | 11     |
| A. Pegoraro    | 10       | 1        | 0        | 0        | 1        | 10     | 1      | 0      | 0      | 1      |
| M. Petráš      | 27       | 352      | 289      | 20       | 43       | 27     | 352    | 289    | 20     | 43     |
| L. Porro       | 24       | 343      | 265      | 28       | 50       | 24     | 343    | 265    | 28     | 50     |
| S. Scopelliti  | 27       | 190      | 111      | 68       | 11       | 27     | 190    | 111    | 68     | 11     |

P = presenze; PT = punti totali; AV = attacchi vincenti; MV = muri vincenti; BV = battute vincenti